# Jacques Martin (ishockeytränare)
Jacques Martin, född 1 oktober 1952 i Saint-Pascal Baylon, Ontario, är en kanadensisk ishockeytränare som senast tränade det kanadensiska NHL-laget Montreal Canadiens mellan åren 2009 och 2011. Han fick motta Jack Adams Award för årets tränare i NHL för säsongen 1998–99.
Martin har även tränat NHL-lagen St. Louis Blues 1986–1988, Ottawa Senators 1995–2004 samt Florida Panthers 2005–2008.
Martin nådde bara universitetsnivå som ishockeymålvakt med St. Lawrence University i Eastern College Athletic Conference och spelade där mellan 1972 och 1974.

## Tränarkarriär
- Peterborough Petes, OHL, assisterande tränare 1983–85
- Guelph Platers, OHL, assisterande tränare 1985–86
- St. Louis Blues, NHL, tränare 1986–88
- Chicago Blackhawks, NHL, assisterande tränare 1988–90
- Quebec Nordiques, NHL, assisterande tränare 1990–93
- Cornwall Aces, AHL, tränare 1993–94
- Quebec Nordiques, NHL, assisterande tränare 1994–95
- Colorado Avalanche, NHL, assisterande tränare 1995–96
- Ottawa Senators, NHL, tränare 1995–04
- Florida Panthers, NHL, tränare 2005–08
- Montreal Canadiens, NHL, tränare 2009–11